# Tadeusz Puff
Tadeusz Puff (ur. 15 września 1911 w Warszawie, zm. 26 stycznia 1987 w Warszawie) – wykładowca, dziekan, prorektor Politechniki Warszawskiej, honorowy prezes Rady Stołecznej Naczelnej Organizacji Technicznej.

## Życiorys
W 1931 ukończył w Warszawie męskie gimnazjum św. Kazimierza. W latach 1931–1932 odbył służbę wojskową w szkole podchorążych piechoty w Świeciu.
W 1932 rozpoczął studia na Wydziale Mechanicznym Politechniki Warszawskiej. Po ukończeniu studiów w 1939 podjął swoją pierwszą pracę w Państwowej Fabryce Amunicji w Skarżysku.
Czynnie uczestniczył w kampanii wrześniowej w 1939. W czasie okupacji nauczał na tajnych kompletach. Całe swoje życie zawodowe poświęcił Politechnice Warszawskiej − był współorganizatorem Wydziału Mechanicznego Technologicznego, a także jednym z pierwszych samodzielnych pracowników Katedry Technologii Budowy Maszyn.
W 1980 zespół kierowany przez T. Puffa otrzymał nagrodę „Mistrza Techniki” za opracowanie automatu do montażu dźwigni zaworowych, który został wykonany na zamówienie Fabryki Samochodów Osobowych FSO. Działał w stowarzyszeniach inżynierskich - Naczelnej Organizacji Technicznej NOT oraz w Stowarzyszeniu Inżynierów i Techników Mechaników Polskich SIMP. Współtwórca konkursu „Mistrz Techniki”.
Został pochowany na cmentarzu Bródnowskim w Warszawie (kwatera 100A-VII-2).

## Stanowiska
- 1939 pracownik Państwowej Fabryki Amunicji w Skarżysku
- 1954–1960 prodziekan Wydziału Mechanicznego Technologicznego Politechniki Warszawskiej
- 1960–1966 dziekan Wydziału Mechanicznego Technologicznego PW
- 1966–1969 prorektor Politechniki Warszawskiej
- 1972–1981 kierownik Zakładu Technologii Maszyn w Instytucie Technologii Mechanicznej PW

## Członkostwa
- Honorowy przewodniczący Rady Stołecznej NOT
- Przewodniczący Głównej Komisji Nagród NOT

## Nagrody, wyróżnienia, odznaczenia
- Krzyż Komandorski z Gwiazdą Orderu Odrodzenia Polski
- Krzyż Kawalerski Orderu Odrodzenia Polski
- Złota odznaka honorowa „Za Zasługi dla Warszawy” (1971)[1]
- Medal im. prof. H. Mierzejewskiego
- Medal im. B. Rumińskiego
- 1980 zespół kierowany przez T. Puffa otrzymał nagrodę Mistrza Techniki

## Ważne publikacje
- „Technologia budowy maszyn”, wyd. PWN 1977
- „Podstawy technologii montażu maszyn i urządzeń”, wyd. WNT 1980